# Денніс Мітчелл
Денніс Мітчелл (англ. Dennis Mitchell; нар. 20 лютого 1966) — американський легкоатлет, що спеціалізується на спринті, олімпійський чемпіон 1992 року, срібний призер Олімпійських ігор 1996 року та бронзовий призер Олімпійських ігор 1992 року, дворазовий чемпіон світу.

## Кар'єра
| Рік             | Змагання                     | Місто                | Місце           | Дисципліна            | Примітки        |
| Представник США | Представник США              | Представник США      | Представник США | Представник США       | Представник США |
| --------------- | ---------------------------- | -------------------- | --------------- | --------------------- | --------------- |
| 1985            | Чемпіонат світу в приміщенні | Париж, Франція       | 6               | біг на 200 метрів     | 21.92           |
| 1987            | Чемпіонат світу              | Рим, Італія          | 1               | естафета 4×100 метрів | 38.33           |
| 1988            | Олімпійські ігри             | Сеул, Південна Корея | 4               | біг на 100 метрів     | 10.04           |
| 1988            | Олімпійські ігри             | Сеул, Південна Корея | —               | естафета 4×100 метрів | DSQ             |
| 1991            | Чемпіонат світу              | Токіо, Японія        | 3               | біг на 100 метрів     | 9.91            |
| 1991            | Чемпіонат світу              | Токіо, Японія        | 1               | естафета 4×100 метрів | 37.50           |
| 1992            | Олімпійські ігри             | Барселона, Іспанія   | 3               | біг на 100 метрів     | 10.04           |
| 1992            | Олімпійські ігри             | Барселона, Іспанія   | 1               | естафета 4×100 метрів | 37.40           |
| 1993            | Чемпіонат світу в приміщенні | Торонто, Канада      | 6               | біг на 60 метрів      | 6.62            |
| 1993            | Чемпіонат світу              | Штутгарт, Німеччина  | 3               | біг на 100 метрів     | 9.99            |
| 1993            | Чемпіонат світу              | Штутгарт, Німеччина  | 1               | естафета 4×100 метрів | 37.48           |
| 1995            | Чемпіонат світу              | Гетеборг, Швеція     | —               | біг на 100 метрів     | DNF             |
| 1996            | Олімпійські ігри             | Лос-Анджелес, США    | 4               | біг на 100 метрів     | 9.99            |
| 1996            | Олімпійські ігри             | Лос-Анджелес, США    | 2               | естафета 4×100 метрів | 38.05           |